# Incendie du Capitole
Ne doit pas être confondu avec Incendie du cinéma Le Capitole.
L'incendie du Capitole est un épisode de la montée au pouvoir de l'empereur Vespasien. Il survient le 19 décembre 69, au cours du siège que les partisans de Vitellius font subir aux représentants de Vespasien dans la ville de Rome, alors que de très nombreuses légions ont acclamé Vespasien comme empereur et que les troupes de Marcus Antonius Primus et Mucien convergent vers la ville. Ce « succès » des vitelliens est de courte durée puisque le Sénat romain entérine la victoire de Vespasien et le proclame empereur le 22 décembre, après que Vitellius a été tué et que les légions de Marcus Antonius Primus ont pris possession de la ville.

## Rappel
Si le Capitole a déjà été assiégé, il n'a jamais été la proie des flammes : après avoir fait fuir les rois de Rome, le souverain étrusque Porsenna assiégea le Capitole. Quand les Gaulois pillèrent et brûlèrent une grande partie de la Ville en -390, ils ne parvinrent pas à prendre le Capitole, qui échappa ainsi à l'incendie. 

## Contexte
En 69, la guerre civile à Rome divise les citoyens romains qui sont livrés à eux-mêmes. En effet, Vitellius s'est fait nommer Empereur romain en janvier par les troupes germaniques après avoir vaincu Othon qui avait lui-même été nommé empereur par la garde prétorienne. Tandis que le Sénat entérine la nomination de Vitellius en avril, des soulèvements populaires se sont répandus à travers l'Empire provoquant l'abdication de Vitellius le 2 décembre, mais ses partisans l'obligent à regagner le mont Palatin. Ainsi, il est en quelque sorte prisonnier entre son armée et les partisans du camp adverse, c’est-à-dire de Vespasien.

## Le siège
C'est ainsi que les troupes vitelliennes assiègent le Capitole contre le frère de Vespasien, Titus Flavius Sabinus, préfet de la ville, responsable de l'administration de Rome et des vigiles urbains, en conflit contre Vitellius. 
L'ancien primipilaire Martial, tribun des cohortes prétoriennes, est sorti du Capitole pour demander à Vitellius s'il est responsable des faits. Vitellius répond alors positivement et ses partisans réussissent à rentrer dans le Capitole et à l'assiéger. Le Sénat se range du côté des partisans de Vespasien. 
L’anarchie règne alors dans la ville : le Capitole, composé entre autres de la roche Tarpéienne, du temple de Jupiter Capitolin, du temple de Saturne, des ateliers monétaires de Junon et de la Concorde, devient la scène d’un siège violent et scandaleux dans sa définition même puisqu’il oppose deux camps romains rivaux dans l’enceinte sacrée du Pomœrium, ce qui n'est pas sans rappeler le fratricide entre Romulus et Rémus. On utilise les monuments pour se défendre ainsi que des armes improvisées, des statues comme barricades ce qui témoigne d'une certaine sauvagerie. Fait de bois et de terre cuite et érigé en -601, le temple de Jupiter Capitolin, étant le cœur religieux de Rome, est le symbole de la puissance et de la protection de la ville. L’incendie pourrait remettre en question la pax deorum (paix avec les dieux) constituant à respecter les dieux en l’échange de leur protection. L’atteinte à la puissance de Jupiter met en péril la survie de l'Empire.
L'incendie du Capitole choque donc les contemporains, d'une part pour le symbole de la pérennité qu'il menace mais aussi pour la croyance religieuse, ce qui explique la haine que vont manifester les Romains face à Vitellius. 
Il est rapidement reconstruit par le nouvel empereur Vespasien sur les mêmes bases mais avec une superstructure somptueuse. Il est consacré en 75 ap. J.-C..

## Sources
- Tacite, Histoires livre III, 71-73.